# Jean-Luc Chappey
Pour les articles homonymes, voir Chappey.
 (mars 2025).
La mise en forme du texte ne suit pas les recommandations de Wikipédia : il faut le « wikifier ».
Les points d'amélioration suivants sont les cas les plus fréquents. Le détail des points à revoir est peut-être précisé sur la page de discussion.
- Les titres sont pré-formatés par le logiciel. Ils ne sont ni en capitales, ni en gras.
- Le texte ne doit pas être écrit en capitales (les noms de famille non plus), ni en gras, ni en italique, ni en « petit »…
- Le gras n'est utilisé que pour surligner le titre de l'article dans l'introduction, une seule fois.
- L'italique est rarement utilisé : mots en langue étrangère, titres d'œuvres, noms de bateaux, etc.
- Les citations ne sont pas en italique mais en corps de texte normal. Elles sont entourées par des guillemets français : « et ».
- Les listes à puces sont à éviter, des paragraphes rédigés étant largement préférés. Les tableaux sont à réserver à la présentation de données structurées (résultats, etc.).
- Les appels de note de bas de page (petits chiffres en exposant, introduits par l'outil «  Source ») sont à placer entre la fin de phrase et le point final[comme ça].
- Les liens internes (vers d'autres articles de Wikipédia) sont à choisir avec parcimonie. Créez des liens vers des articles approfondissant le sujet. Les termes génériques sans rapport avec le sujet sont à éviter, ainsi que les répétitions de liens vers un même terme.
- Les liens externes sont à placer uniquement dans une section « Liens externes », à la fin de l'article. Ces liens sont à choisir avec parcimonie suivant les règles définies. Si un lien sert de source à l'article, son insertion dans le texte est à faire par les notes de bas de page.
- La présentation des références doit suivre les conventions bibliographiques. Il est recommandé d'utiliser les modèles {{Ouvrage}}, {{Chapitre}}, {{Article}}, {{Lien web}} et/ou {{Bibliographie}}. Le mode d'édition visuel peut mettre en forme automatiquement les références.
- Insérer une infobox (cadre d'informations à droite) n'est pas obligatoire pour parachever la mise en page.

Pour une aide détaillée, merci de consulter Aide:Wikification.
Si vous pensez que ces points ont été résolus, vous pouvez retirer ce bandeau et améliorer la mise en forme d'un autre article.
Jean-Luc Chappey, né en 1968, est un historien français spécialiste de l’histoire des savoirs et des sciences aux XVIIIe siècle et XIXe siècle. Il est professeur d'histoire des sciences à l'Université Paris 1 Panthéon-Sorbonne.

## Biographie

### Formation
Jean-Luc Chappey réalise l'essentiel de sa formation à l'Université Paris 1 où il soutient une maîtrise d'histoire en 1990 et un DEA en 1993. Les deux travaux ayant été dirigés par Michel Vovelle. Le DEA avait pour titre : « La construction de la Terreur par les Thermidoriens. Les mémoires des membres de la Commission des Onze ». Il est agrégé d'histoire en 1993.
Il soutient en 1999 une thèse d'histoire sous la direction de Catherine Duprat intitulée : « La Société des Observateurs de l’homme (1799-1804). Personnel et activités d’une société savante sous le Consulat ».
En 2010, il présente son habilitation à diriger les recherches (HDR) intitulée : « Savants et écrivains en Révolution. Dynamiques intellectuelles et mutations politiques entre les XVIIIe et XIXe siècles ». Ce diplôme lui permet d'accéder au titre de professeur des universités en 2018, toujours à Paris 1.

### Carrière universitaire et activités académiques
Entre 2001 et 2005, il occupe le poste de maître de conférences en histoire moderne à l’Université Blaise Pascal de Clermont-Ferrand. Il rejoint ensuite Paris 1 en tant que MCF en 2005 où il avait déjà été moniteur puis ATER entre 1994 et 1998.
Entre 2016 et 2020, il occupe les fonctions de Vice-président aux finances, aux personnels et à la précarité de l'Université Paris 1 Panthéon-Sorbonne.
Depuis 2020, il est directeur de l’institut d’histoire moderne et contemporaine à la suite de Claire Zalc.
Depuis 2009, Chappey est membre du comité de rédaction de la revue La Révolution française, dont il devient, en 2023, directeur de publication et rédacteur en chef.

## Travaux

### L'encyclopédisme

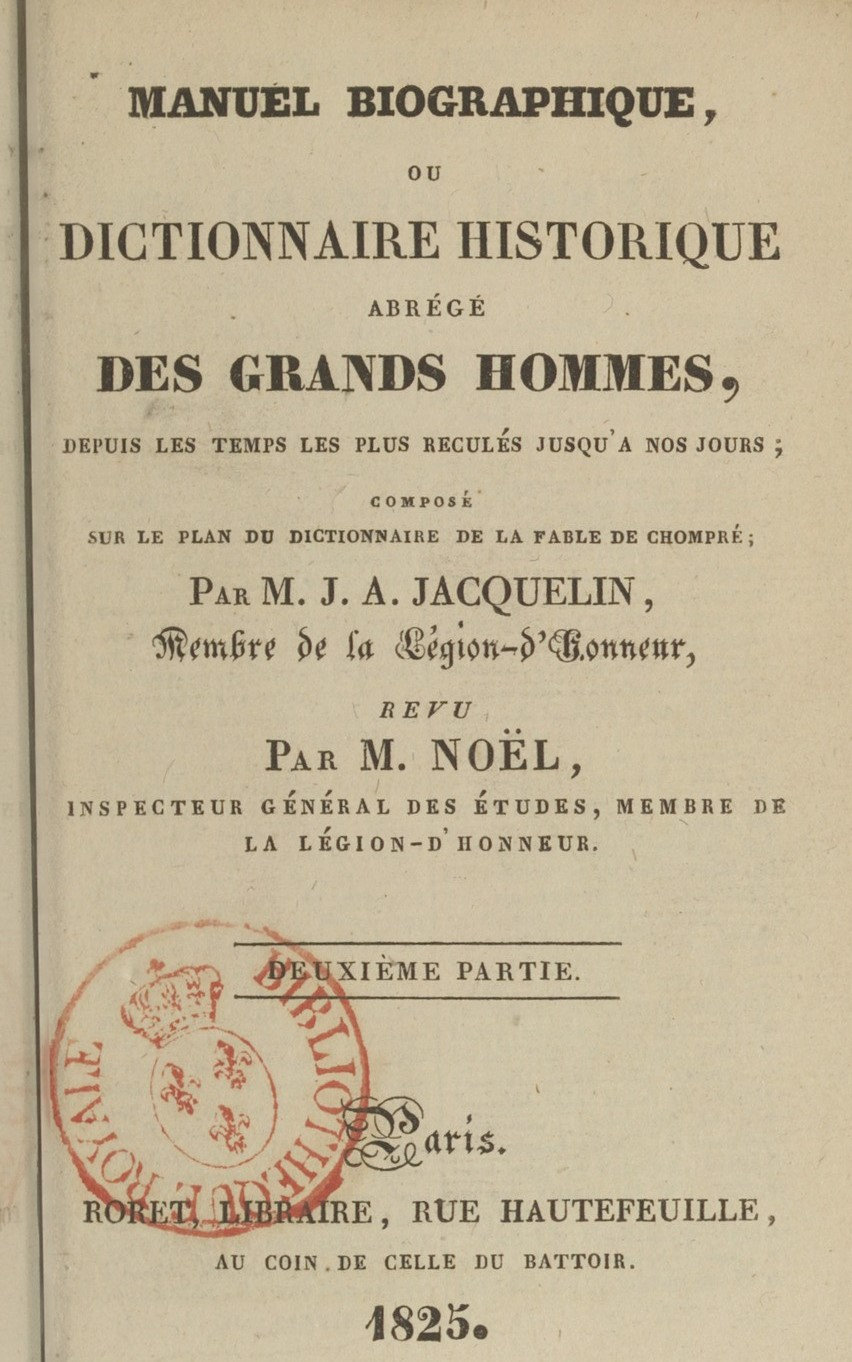
Couverture d'un manuel biographique composé par Jacquelin Jacques-André en 1825

Les travaux de Jean-Luc Chappey montrent qu'il existe une continuité du courant encyclopédiste entre le XVIIIe siècle et le début du XIXe siècle. Ainsi, il montre que les phénomènes de spécialisation des savoirs et d'institutionnalisation des disciplines n'a pas supprimé les projets d'encyclopédies de l'horizon intellectuel. Le premier tiers du XIXe siècle étant une période où les encyclopédies font florès et qui prolonge ainsi la « dicomania » de l'époque des Lumières.

### Histoire des écritures biographiques
Dans son livre, Ordres et historien a travaillé en particulier sur les dictionnaires biographiques et l'ensemble des documents qui compilent des noms et des fiches biographiques. Ce livre correspond a été tiré des travaux réalisés pour son HDR et, en conformité avec la spécialisation de Chappey, étudie en particulier la période révolutionnaire et le début du siècle suivant. C'est ainsi que l'ouvrage permet de « montrer combien l’enjeu de l’écriture biographique de quelques-uns des personnages les plus emblématiques de la Révolution demeure un enjeu essentiel de la construction de la mémoire collective ». De manière plus large, il explique que les écritures biographiques doivent être pensées « comme des instances de qualification ou de disqualification politique et des outils de lecture du social dont l’historien doit mesurer les usages immédiats et les effets durables ».

### Sciences et savants pendant la Révolution française

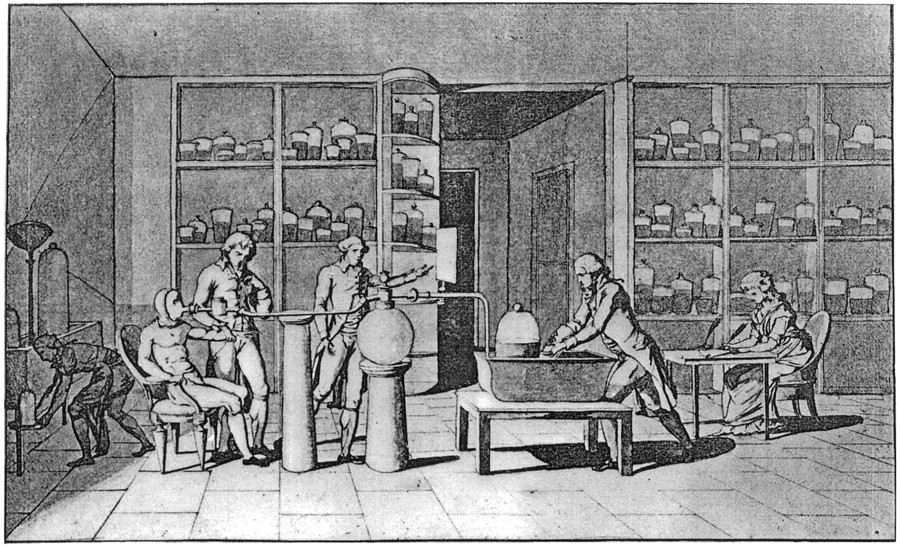
Marie-Anne Pierrette Paulze et Antoine Lavoisier réalisant des mesures du métabolisme basal avec leur assistant Armand Seguin (à gauche), vers 1770

Dans son livre de 2020, La révolution des sciences : 1789 ou le sacre des savants, Chappey entend contredire le lieu commun selon lequel la Révolution française a été une période sombre pour les sciences et les scientifiques. Il explique que « participant à la légende noire de la Révolution, alimentée par la suppression des académies ou encore l’exécution de Lavoisier, cette formule cache pourtant une tout autre réalité ». Il souligne d'ailleurs que « Lavoisier ne fut pas guillotiné en tant que chimiste, mais en tant que fermier général et noble ».
Parmi les exemples que donne l'historien pour justifier les apports de la période révolutionnaire à la connaissance scientifique, on retrouve : la création de l'école polytechnique (1794), la transformation du Jardin du Roi en Muséum d'histoire naturelle (1793), le projet de création d'une Bibliothèque universelle de France, la redistribution générale des matériaux scientifiques lors de la vente des biens du clergé, la création du Conservatoire des arts et métiers, etc.
Selon Nicole Edelman, les livres de Chappey permettent d'avoir une « meilleure compréhension des conditions de travail des savants, et plus particulièrement des naturalistes de ce moment révolutionnaire ».

### Victor de l'Aveyron
En 2017, Jean-Luc Chappey a consacré une étude à l'histoire de l'enfant sauvage Victor de l'Aveyron. Selon Pierre Karila-Cohen, l'historien a reconstitué « avec rigueur la scène politique, sociale et intellectuelle au sein de laquelle le cas de Victor a été discuté, dans cette France qui bascule de la Révolution à l'Empire ».

## Ouvrages
- Avec David ARMANDO, Bruno BELHOSTE et Claire GANTET (dir.), Animal Magnetism in Motion / Le magnétisme animal en mouvement. Reconfigurations and Circulations, 1776–1848 / Reconfigurations et circulations, 1776–1848, Bâle, Schwabe Verlag, 2025.
- La Société des Observateurs de l'homme (1799-1804) : Des anthropologues sous Bonaparte, Paris, Société des études robespierristes, 2002, 573 p.
- Des naturalistes en Révolution : Les procès-verbaux de la Société d’Histoire naturelle de Paris (1790-1798), Paris, Éditions du CTHS, 2010, 345 p.
- Ordres et désordres biographiques : Dictionnaires, listes de noms et réputation des Lumières à Wikipédia, Seyssel, Champ Vallon, coll. « La chose publique », 2013, 400 p. (ISBN 978-2-87673-600-9)
- Entre sauvagerie et civilisation : une histoire politique de l’enfant sauvage de l’Aveyron, Paris, Fayard, 2017, 266 p.
- La révolution des sciences : 1789 ou le sacre des savants, Paris, Vuibert, 2020, 318 p.
- Pasteur et les antivax, Marseille, Agone, collection « L'Epreuve des faits », 2025.